# Lara Croft and the Guardian of Light
Lara Croft and the Guardian of Light (dt.: Lara Croft und der Wächter des Lichts) ist ein Computerspiel, das 2010 vom US-amerikanischen Entwicklerstudio Crystal Dynamics als Ableger zur Spielereihe Tomb Raider veröffentlicht wurde. Anders als die Hauptreihe ist das Action-Adventure nicht auf die Hauptfigur Lara Croft beschränkt, sondern auf kooperatives Zusammenspiel mit einem zweiten Mitspieler ausgerichtet. Es erschien als Download-Titel für Windows, Xbox 360, PS3 und iOS. 2014 kam mit Lara Croft und der Tempel des Osiris ein Nachfolger auf den Markt. Am 29. Juni 2023 wurde eine Version zusammen mit dem Nachfolger Lara Croft und der Tempel des Osiris als The Lara Croft Collection für Nintendo Switch veröffentlicht.

## Handlung
Die Handlung dreht sich um den magischen Spiegel des Rauchs. Dieser wurde vor über 2000 Jahren in Südamerika vom Hüter der Dunkelheit Xolotl eingesetzt, um die Armeen seines Gegenspielers Totec, dem Wächter des Lichts, zu zerschlagen. Mit dem Spiegel konnte Xolotl ein Heer abscheulicher Kreaturen heraufbeschwören. Doch Totec konnte Xolotl letztlich besiegen und im Spiegel einschließen. Anschließend wurde er in Form einer Statue zum ewigen Wächter über seinen Konkurrenten. Lara Croft erfährt von diesem Mythos und begibt sich auf die Suche nach dem Spiegel, den sie letztlich auch finden kann. Doch ein örtlicher Warlord entwendet ihr den Spiegel und befreit dabei Xolotl aus seinem Gefängnis. Auch Totec wird dadurch wiedererweckt und warnt vor der Gefahr durch Xolotl, sollte er nicht vor Anbruch des Morgens aufgehalten werden. Je nach Spielerzahl begeben sich Lara Croft und Totec entweder gemeinsam oder getrennt auf die Suche nach Xolotl.

## Spielprinzip und Technik
Anders als die Hauptreihe besitzt Lara Croft and the Guardian of Light eine starre isometrische Kameraperspektive. Das Spiel ist als Koop-Spiel für zwei Spieler konzipiert, kann aber auch alleine gespielt werden. Ein zweiter Mitspieler kann jederzeit dem Spiel beitreten. Der erste Spieler steuert immer Lara Croft, der zweite übernimmt im Bedarfsfall die Rolle von Totec. Je nach Spieleranzahl können sich die Level unterscheiden, da im Einzelspieler-Modus keine KI die Rolle der zweiten Spielfigur übernimmt. Beide Spielfiguren unterscheiden sich in ihren Fähigkeiten. Lara Croft besitzt zwei Pistolen und einen Enterhaken, Totec Speere, die sowohl als Waffe als auch als Werkzeug benutzt werden können. Spielinhalt ist das Durchstreifen von Gräbern, wobei Rätsel gelöst und gegnerische Kreaturen bekämpft werden müssen.

## Produktionsnotizen
Lara Croft and the Guardian of Light wurde nach Abschluss von Crystals Dynamics erster Tomb-Raider-Trilogie (Legend, Anniversary, Underworld) parallel zum nächsten Teil der Hauptreihe als neuer Ableger konzipiert. Es sollte den Auftakt zu einer neuen Nebenreihe bilden. Das Spiel verwendet wie die drei vorherigen Tomb-Raider-Spiele die Crystal-Engine. Auf der E3 2010 wurde es in einer spielbaren Version offiziell vorgestellt.
Das Spiel erschien am 18. August 2010 auf Xbox Live Arcade, etwa einen Monat später, am 28. September, wurde es schließlich im PlayStation Network und über die Online-Distributionsplattform Steam veröffentlicht. Im Dezember 2010 brachte Crystal Dynamics zudem eine überarbeitete Fassung für iOS heraus. Sie enthält weniger Level und besitzt keinen Zugriff auf die Downloaderweiterungen, ist ansonsten jedoch identisch zur Ursprungsfassung.
Es existieren fünf Downloaderweiterungen. All the Trappings, Things That Go Boom und A Hazardous Reunion beinhalten neue Level, hinzu kommen zwei Pakete mit alternativen Spielfiguren aus anderen Eidos-Serien (Raziel & Kain bzw. Kane & Lynch).

## Rezeption
Lara Croft and the Guardian of Light erhielt auf allen Plattformen mehrheitlich positive Kritiken (Metacritic: 82 von 100 (Win)/85 (X360)/84 (PS3)).
Auf Xbox Live konnten in den ersten sechs Wochen rund 98.000 Kopien des Spiels verkauft werden. Diese stiegen bis Oktober 2010 auf 111.000 und bis Ende des Jahres auf 138.000 Kopien. Im August 2013 bezifferte Crystal Dynamics' Studioleiter Darrell Gallagher die Verkaufszahlen für alle Plattformen auf über eine Million Kopien.
2014 veröffentlichte Crystal Dynamics einen Nachfolger mit dem Titel Lara Croft und der Tempel des Osiris, in dem bis zu vier Spieler kooperativ spielen können.